# Fernando Merinero
Fernando Merinero (Madrid, 10 de abril de 1958) es un director de cine, productor y guionista español que ocasionalmente ha trabajado como actor, principalmente en sus películas.

## Biografía
Se licenció en Derecho en la Universidad Complutense de Madrid en 1982. En 1986 se titula en Cine por el Taller de las Artes Imaginarias (T.A.I), y en 1989 recibe la titulación en Arte Dramático. T.A.I. Madrid. En 1991 obtiene el Máster en Escritura de Guiones Cinematográficos por la Universidad Autónoma de Madrid.
Tras dirigir sus primeros cortometrajes en Super8, obteniendo con uno de ellos, Pisa Moreno (1989), el primer premio en el Festival Nacional de Cine Super8 de Madrid, rueda dos cortometrajes en 35mm, Una buena razón para vivir o morir (1989) y en 1990 Raíles de sangre, cortometraje seleccionado para la Sección Oficial del Festival de San Sebastián en 1991 y exhibido en la Filmoteca Española de Madrid dentro del programa "Mejores cortos españoles de los 80".
Su debut en el largometraje se produjo con Los hijos del viento (1995), donde aparte de escribir, producir y dirigir la película, se otorgó uno de los dos personajes protagonistas. El film tuvo su premier en el Festival Internacional de Cannes, dentro de la sección paralela "Semana de la Crítica", optando a la Cámara de Oro. .
En su segunda película, Agujetas en el alma (1997) aborda el género del “cine dentro del cine”, al igual que Casting (1998), su tercer largometraje. En la primera lo trata desde la ficción y en la segunda desde el territorio del documental. En ambos films Merinero parece oficiar una profesión de fe hacia su religión, el cine, desde una mirada romántica y naturalista en Agujetas en el alma, que adquiere en Casting un tono de terapia colectiva.
En el 2001 coproduce la película hispano-argentina Un día de suerte (2002), dirigida por Sandra Gugliota, con la que obtienen el Premio Caligari en la Berlinale de 2002.
En su cuarta película como director, La novia de Lázaro (2002), aborda con crudeza el tema de la inmigración y la pasión amorosa, rodando en un tono hiperrealista, e introduce el concepto de “película viva”, aquellas cuya génesis creativa va en línea paralela con la propia vida, que coadyuva en su construcción. La premier del film fue en el Festival de Cine Español de Málaga, donde su actriz protagonista obtuvo la Biznaga de Plata a Mejor Actriz.
En 2005 vuelve a dirigir un cortometraje, Háblame bajito, muy premiado tanto a nivel nacional como internacional.
En 2006 completa su película documental Las huellas de Dylan, en torno a la figura de Bob Dylan, uno de sus ídolos confesos.
En 2007 estrena en el Festival de Cine Español de Málaga, su film Un millón de amigos, otra “película viva”, donde en un tono jocoso se especula sobre la burbuja inmobiliaria y la crisis económica que había de venir, tomando partido por una vida más orientada al disfrute de los sentidos que hacia el consumismo exacerbado.
En el mes de septiembre de 2008, el Círculo de Bellas Artes de Madrid, le dedica una retrospectiva programando toda su obra cinematográfica.
Para su séptimo largometraje como director, El viaje de Penélope (2010), se introduce en el territorio mítico de La Odisea y adapta de una forma muy libre la obra de Homero, trayéndola a nuestros días y cambiando los géneros de los personajes, reservándose él mismo el papel de Penélope como actor. La película, en parte experimental, es una adaptación literaria al cine, a medio camino entre los dos lenguajes, el cinematográfico y el literario. Merinero con este film abandona el naturalismo cultivado en sus anteriores películas, hacia la teatralidad.
En junio de 2012 se le tributa un homenaje en París, en el contexto del festival Different 5, auspiciado por Espagnolas en París, el Instituto Cervantes y el Ayuntamiento de París.
Su octavo largometraje lo rueda en un castillo de Toledo y se titula Haz de tu vida una obra de arte (2014). El pretexto argumental del film es la celebración de un curso de superación personal donde se dan cita unos personajes bastante perdidos, que encontrarán su nuevo rumbo en la vida no tanto por los consejos del gurú como por la interacción humana que se da entre ellos mismos.
En 2015 y 2016 Fernando Merinero se embarca como guionista, productor, director y actor principal en la producción de su trilogía Las 1001 novias, compuesta por tres películas a mitad de camino entre la ficción y el documental, de títulos: Capturar, Alumbrar y Cortar. En esta trilogía, Merinero junta en el reparto a algunas mujeres de su vida personal y sentimental con mujeres actrices de sus anteriores películas.

## Premios y nominaciones
- 1995 Los hijos del viento (Nominación a Cámara de Oro en el Festival Internacional de Cine de Cannes)
- 1995 Los hijos del viento (Nominación al Círculo Precolombino de Oro en el Festival de Cine de Bogotá)
- 1998 Agujetas en el alma (Premio Especial del Jurado en la ENINCI de Burgos)
- 1998 Agujetas en el alma (Nominación al Tulipán Dorado del Festival Internacional de Estambul)
- 1998 Casting (Premio Especial del Jurado en Alcine, Alcalá de Henares)
- 2002 Un día de suerte (Coproductor) (Premio Caligari en la Berlinale)
- 2002 La novia de Lázaro (Nominación a Biznaga de Oro en el Festival de Cine Español de Málaga)
- 2003 La novia de Lázaro (Premio del Público en el Festival de Cine Pobre de Gibara - Cuba)
- 2006 Háblame bajito (Caracola de Plata, Alcances, Cádiz)
- 2006 Háblame bajito (Premio Especial del Jurado en el World-Fest Houston)
- 2007 Un millón de amigos (Nominación a Biznaga de Oro en el Festival de Cine Español de Málaga)
- 2015 Haz de tu vida una obra de arte (Nominación en categoría Mejor Canción Original en los Premios Goya)
- 2016 Capturar (Premio del Jurado Mejor Película Documental en el Dada Saheb Phalke Festival (Delhi, India)
- 2016 Capturar (Premio a la Mejor Película en el Drunken Film Fest, Bradford, UK)
- 2016 Capturar (Premio a la Mejor Película Documental en el Marbella International Film Festival)
- 2017 Alumbrar (Premio Mejor Película Documental en el Noida International Film Festival (Delhi, India)
- 2017 Cortar (Premio Mejor Película Documental en el Dada Saheb Phalke Festival (Delhi, India)

## Filmografía como director y guionista
| Año  | Película                        |
| ---- | ------------------------------- |
| 2017 | Cortar                          |
| 2017 | Alumbrar                        |
| 2016 | Capturar                        |
| 2014 | Haz de tu vida una obra de arte |
| 2010 | El viaje de Penélope            |
| 2007 | Un millón de amigos             |
| 2006 | Las huellas de Dylan            |
| 2002 | La novia de Lázaro              |
| 1998 | Casting                         |
| 1997 | Agujetas en el alma             |
| 1995 | Los hijos del viento            |

| Año  | Cortometraje                                   |
| ---- | ---------------------------------------------- |
| 2009 | Casada                                         |
| 2009 | Empezar de nuevo                               |
| 2008 | El último bohemio                              |
| 2005 | Háblame bajito                                 |
| 2001 | Ya soy mujer                                   |
| 1993 | El doctor más majete del planeta               |
| 1992 | Cinco mujeres a todo gas                       |
| 1992 | Rubia sobre rubia                              |
| 1991 | Raíles de sangre                               |
| 1990 | Te moriré siempre (con nuestras propias manos) |
| 1989 | Una buena razón para vivir o morir             |
| 1989 | Pisa moreno                                    |
| 1988 | Si tocas la flauta, ¿por qué no el violín?     |
| 1988 | El oído de la cámara                           |
| 1988 | Fantasías semisexuales                         |
| 1987 | Madrid bien vale un carrete                    |
| 1986 | Una jornada desigual                           |
| 1985 | Encuentros en ninguna fase                     |
| 1985 | ¿Casi?                                         |